# Snoopy (datorspel)
Snoopy är ett plattformsspel till Commodore 64, baserat på den tecknade serien Snobben, bestående av över 20 olika banor. På varje bana skall Snobben ta sig från vänster till höger, och akta sig för olika faror. Efter 20 banor börjar spelet om på nytt, men då i högre tempo.

### Fotnoter
1. 1 2  ”Snoopy” (på engelska). Gamefaqs. http://www.gamefaqs.com/c64/568391-snoopy/data. Läst 22 maj 2014.